# Tobias Mikkelsen
Tobias Pilegaard Mikkelsen (Helsingør, 1986. szeptember 18. –) dán válogatott labdarúgó, jelenleg a Nordsjælland játékosa.

## Pályafutása

### Klubcsapatban
A Lyngby BK csapatánál kezdte pályafutását, 2007-ben a Bröndby IF csapatához igazolt. 32 mérkőzésen két gólt szerzett. 2009-ben a FC Nordsjaelland-hoz igazolt, amelynek színeiben 91 meccsen 14 gólt szerzett, és 16 gólpasszt adott.

### A válogatottban
5 mérkőzésen játszott, gólt nem szerzett.

### Sikerei, díjai
2012-ben dán bajnok lett, 2008-ban, 2010-ben, és 2011-ben is dán kupa győztese lett csapatával.